# Bahnstrecke Le Pallet–Vallet
| Bahnhofsgebäude Pallet, 2011 |                      |                                                          |                                                          |
| Streckennummer (SNCF): | ohne Nr.             |                                                          |                                                          |
| Kursbuchstrecke (SNCF): | 98                   |                                                          |                                                          |
| Streckenlänge: | 6,4 km               |                                                          |                                                          |
| Spurweite: | 1435 mm (Normalspur) |                                                          |                                                          |
| Maximale Neigung: | 15 ‰                 |                                                          |                                                          |
| |                      |                                                          |                                                          |
| \| \| \| Bahnstrecke Nantes-Orléans–Saintes von Nantes \| \| \| \| 18,30,0 \| Le Pallet \| 36 m \| \| \| \| \| \| \| \| \| Bahnstrecke Nantes-Orléans–Saintes nach La Roche-sur-Yon \| \| \| \| \| \| \| \| \| \| La Massonnière (1931–1933) \| 37 m \| \| \| 4,1 \| Mouzillon \| 40 m \| \| \| ~5,6 \| N 249 \| N 249 \| \| \| 6,4 \| Vallet \| 57 m \| \| \| \| D 756 (ehem. N 756) \| \| \| \| \| Wagenhalle \| \| |                      |                                                          |                                                          |
| |                      | Bahnstrecke Nantes-Orléans–Saintes von Nantes            |                                                          |
| Bahnhof | 18,30,0              | Le Pallet                                                | 36 m                                                     |
| |                      |                                                          |                                                          |
| Abzweig ehemals geradeaus und nach rechts |                      | Bahnstrecke Nantes-Orléans–Saintes nach La Roche-sur-Yon | Bahnstrecke Nantes-Orléans–Saintes nach La Roche-sur-Yon |
| |                      |                                                          |                                                          |
| Haltepunkt / Haltestelle (Strecke außer Betrieb) |                      | La Massonnière (1931–1933)                               | 37 m                                                     |
| Haltepunkt / Haltestelle (Strecke außer Betrieb) | 4,1                  | Mouzillon                                                | 40 m                                                     |
| | ~5,6                 | N 249                                                    | N 249                                                    |
| Bahnhof (Strecke außer Betrieb) | 6,4                  | Vallet                                                   | 57 m                                                     |
| Bahnübergang (Strecke außer Betrieb) |                      | D 756 (ehem. N 756)                                      | D 756 (ehem. N 756)                                      |
| Betriebs-/Güterbahnhof Streckenende (Strecke außer Betrieb) |                      | Wagenhalle                                               | Wagenhalle                                               |

Die Bahnstrecke Le Pallet–Vallet war eine 6,4 km lange, normalspurige, eingleisige Eisenbahn-Stichstrecke in Frankreich, die in den Jahren 1912 bis 1959 in Betrieb war.

## Geschichte
1907 wurde der Staatsbahn Chemins de fer de l’État (ETAT) die Konzession für diese Strecke erteilt. Mit Ausbruch des Ersten Weltkriegs wurde der Verkehr unterbrochen, weil die Schienen für andere Strecken gebraucht und hier demontiert wurden. Nach Ende des Kriegs wurden sie wieder verlegt. Die wenig frequentierte Strecke wurde 1924 an die Privatgesellschaft Tramways de la Vendée verpachtet und mit der Verstaatlichung aller Eisenbahnstrecken in Frankreich zur SNCF 1938 mitübernommen. Die SNCF löste die Zweigstrecke 1959 auf und entwidmete sie.
Waren es im ersten Betriebsjahr noch fünf Zugpaare, die die beiden Orte miteinander verbanden, gab es zuletzt nur noch einen Zug, der früh am Morgen in Richtung Le Pallet fuhr und elfeinhalb Stunden später wieder zurückkam. Offensichtlich reichte die wirtschaftliche Bedeutung dieser auf Weinbau konzentrierten Region für den Betrieb einer Eisenbahnstrecke nicht aus.